# Neopurcellia salmoni
Neopurcellia salmoni − gatunek kosarza z podrzędu Cyphophthalmi i rodziny Pettalidae. Jest jedynym znanym przedstawicielem monotypowego rodzaju Neopurcellia.

## Biotop
Gatunek żyje w ściółce, w opadłych liściach.

## Występowanie
Gatunek endemiczny dla Nowej Zelandii, gdzie występuje na Wyspie Południowej w parkach narodowych Westland i Fiordland.